# 扎里奇奇亞 (科羅斯堅區)
50°52′37″N 28°26′54″E / 50.87694°N 28.44833°E
扎里奇奇亞（烏克蘭語：Заріччя），是烏克蘭的村落，位於該國北部日托米爾州，由科羅斯堅區負責管轄，始建於1879年，面積1.26平方公里，海拔高度201米，2001年人口229，人口密度每平方公里182.32人。